# Chanel Terrero
Chanel Terrero Martínez (L'Avana, 28 luglio 1991) è un'attrice, cantante e ballerina cubana naturalizzata spagnola.
Ha rappresentato la Spagna all'Eurovision Song Contest 2022 con il brano SloMo.       

## Biografia
Nata nella capitale cubana, Chanel Terrero si è trasferita a Olesa de Montserrat in Catalogna con la famiglia all'età di 3 anni. Nell'infanzia ha preso lezioni di danza classica, canto e recitazione. Nel 2010 ha ballato insieme a Shakira nell'esibizione della cantante colombiana agli MTV Europe Music Awards.
Chanel Terrero si è trasferita a Madrid per avviare la sua carriera di attrice. Si è fatta conoscere nel corso degli anni 2010 partecipando a vari musical, fra cui Mamma Mia!, Flashdance, Bodyguard e The Lion King, e recitando per il piccolo e grande schermo spagnolo e internazionale.
Nel dicembre 2021 Chanel è stata confermata fra i quattordici partecipanti al Benidorm Fest 2022, evento che ha selezionato il rappresentante della Spagna all'Eurovision Song Contest, dove ha presentato l'inedito SloMo. Dopo aver conquistato il primo posto nella semifinale del 26 gennaio 2022, ha ottenuto il maggior numero di punti anche nella serata finale del successivo 29 gennaio, diventando di diritto la rappresentante eurovisiva spagnola a Torino. Il successivo 14 maggio Chanel si è esibita nella finale eurovisiva, dove si è piazzata al 3º posto su 25 partecipanti con 459 punti totalizzati, ottenendo la medesima posizione sia nel voto della giuria, sia nel televoto, da cui ha ottenuto rispettivamente 231 e 228 punti. Si tratta del miglior risultato per la Spagna nella manifestazione europea dal 1995. La settimana dopo il concorso canoro SloMo ha toccato la vetta della Top 100 Canciones della Productores de Música de España, il primo brano eurovisivo spagnolo a raggiungere tale risultato in 18 anni, venendo certificato quadruplo platino.
A ottobre 2022 Chanel ha pubblicato il suo secondo singolo, Toke, che viene scelto dalla RTVE come inno ufficiale della nazionale spagnola ai Mondiali di calcio. Nel febbraio 2023 è stata annunciata la sua partecipazione in veste di giudice al talent show di RTVE Cover Night. Nell'aprile successivo è stato messo in commercio il terzo singolo, Clavaíto, un duetto con il cantante Abraham Mateo; il brano si rivela un successo in madrepatria e viene certificato sei volte disco di platino, oltre a vincere un Los40 Music Award come Miglior collaborazione.
Nel gennaio 2024 è stato distribuito l'album di debutto della cantante, ¡Agua!, che ha esordito direttamente in cima alla classifica spagnola. Il disco è stato promosso da una tournée nazionale svoltasi durante la stagione estiva. Nel medesimo anno è tra gli ospiti d'apertura della prima semifinale dell'Eurovision Song Contest, insieme a Eleni Foureira e Eric Saade.

## Filmografia

### Cinema
- Fuga de cerebros 2, regia di Carlos Therón (2011)
- El rey de La Habana, regia di Agustí Villaronga (2015)
- El último invierno, regia di Julio de la Fuente (2018)
- La Llorona, regia di Ismael Olivares (2019)

### Televisione
- Águila Roja – serie TV (2011)
- B&b, de boca en boca – serie TV (2014)
- Los nuestros – serie TV (2015)
- Gym Tony – serie TV (2015-16)
- Centro médico – serie TV (2017)
- iFamily – serie TV (2017)
- Il segreto (El Secreto de Puente Viejo) – serie TV (2017)
- Perdóname, Señor – serie TV (2017)
- La Peluquería – serie TV (2017)
- Cupido – serie TV (2018)
- El Continental – serie TV (2018)
- Wake Up – serie TV (2018)
- Paratiisi – serie TV (2020)
- Convecinos – serie TV (2021)
- El inmortal – serie TV (2022)

## Discografia

### Album in studio
- 2024 – ¡Agua!

### Singoli
- 2021 – SloMo
- 2022 – Toke (solo o con Ridsa)
- 2023 – Clavaíto (con Abraham Mateo)
- 2023 – P.M.
- 2023 – Ping pong (con Ptazeta)
- 2023 – Un año más
- 2023 – Loka (con Maikel Delacalle)
- 2024 – Ahora que no te tengo (con FMK)
- 2025 – Antillas
- 2025 – Un bala
- 2024 – Zakaza